# 移行期正義
移行期正義（いこうきせいぎ、英語: Transitional Justice）とは、ある社会において発生した大規模な人権侵害に対してその社会が向き合い対処する試みのこと。正義の確立や和解の達成を目的として行われる。具体的には、刑事裁判や真実和解委員会の設置などを通して行われる。それに加えて、独裁などの暴力的な統治機構から民主政への移行なども付随して行われる。移行期正義の核となる理念は「正義の実施」であるが、必ずしも刑事罰が伴うわけではない。

## 定義
国際移行期正義センター（ICTJ）によると、「移行期正義」という用語は「新しい政治体制に移行した国家による、過去の大規模な人権侵害に対する取組み」を説明する言葉として1990年代の米国学術界で作られた。
ICTJはこの用語を「長年にわたる紛争や抑圧の中で発生した人権侵害の規模が大きすぎるため、通常の司法では対処しきれない場合に国家が行う取組み」を指すとしている。具体的な取組みとして、刑事訴追、真実和解委員会の設置、賠償金の支給、犠牲者の再埋葬、謝罪、政治犯の釈放、記録、映像化、科学的調査の実施、教科書の修正などが含まれる。

## 戦略
より実効性の伴ったものとするため、移行期正義の取組みは包括的であるべきである。特に深刻な人権侵害については刑事訴追が行われる場合がある。人権侵害の実態調査は、真実和解委員会などの第三者的な機関によって行われる。賠償については、「個別的、包括的、物質的」なものになる場合がある。

## 具体的な取組み
ジェノサイドや人道に対する罪、戦争犯罪に対する調査の結果、実行者が処罰される場合がある。これには、上記の罪が許されないものであることや、人権侵害を行なったものにはそれに応じた報いがあることを示す。歴史的には第二次大戦終結後のニュルンベルク裁判と極東国際軍事裁判、その後の継続裁判、BC級戦犯裁判に由来し、現代においてはルワンダ国際戦犯法廷（ICTR）や旧ユーゴスラビア国際戦犯法廷（ICTY）などが具体例として挙げられる。また、シエラレオネ特別法廷、カンボジア特別法廷など現地の司法制度と組み合わさったものも存在する。これらの取組みを包括するものとして国際刑事裁判所（ICC）が設立された。

### 国際刑事裁判所
国際刑事裁判所（ICC）は、1998年のローマ規程によって設立された世界初の国際的な刑事裁判所であり、深刻な人権侵害を扱う。その目的としては、ジェノサイドや戦争犯罪を行った政治指導者を告発することが挙げられている。

### 特別法廷
現地の司法体系と混合された特別法廷は「第3世代」として出現した。これらは第二次世界大戦後のニュルンベルグ裁判や極東国際軍事裁判などの第1世代、ルワンダ国際戦犯法廷（ICTR）や旧ユーゴスラビア国際戦犯法廷（ICTY）などの第2世代の後に現れた。第3世代の裁判所は現地の法体系と混合の法廷であり、シエラレオネ特別法廷やカンボジア特別法廷などが具体例として挙げられる。

### 賠償・補償
人権侵害の被害者には、賠償金が支払われる場合がある。これによって被害者に埋め合わせをし、彼らが被害を乗り越えられるように助けることができる。金銭的な補償以外にも、健康支援や教育支援、公開の場での謝罪なども含まれる。

### 真実の解明
真実の解明は、現地の複数のアクターによって行われる。これによって過去の犯罪や人権侵害を明らかにし、その再発を防ぐことができる。これによって行われたことが文書として保存され、未来において抑圧的な政権が現れても歴史の修正を防ぐことができる。また、被害者自身も自分の身に何が起こったのかを改めて知ることができ、歴史から「忘れ去られる」ことを防ぐ。これらの取組みは、情報の公開、アーカイブの保存、真実和解委員会の設置などによって行われる。

### 記録の保存
移行期正義の取組みとして、記録の保存が行われる。これにより、紛争や残虐行為の犠牲者の名誉を守ることができる。また歴史の修正を防ぎ、社会を前へと進める効果もある。具体的には記念碑や博物館の設置、記念式典の開催などが行われる。例えばウガンダ北部では神の抵抗軍（LRA）との紛争によって犠牲になった人々のための巨大墓地をつくり、毎年追悼式典を行なっている。

### 組織改革
警察、軍隊、司法などの公的機関が抑圧側に立って人権侵害を行う場合もある。そのため社会が変革される際にはこれらの組織を改革し、暴力の濫用を防ぐ必要がある。組織改革には法改正によってこれらの組織が人権を守るために規制が行われることもある。